# Klaas Norel
Klaas Norel (Harlingen, 9 november 1899 – Baarn, 4 mei 1971), gewoonlijk aangeduid als "K. Norel", was een Nederlands schrijver, journalist en verzetsman. Hij schreef ruim 130 boeken, waaronder jeugdliteratuur met vaak de Tweede Wereldoorlog als onderwerp. Zijn bestverkochte boek is Engelandvaarders, dat 42 drukken haalde.

## Carrière tot 1940
Na zijn lagereschooltijd ging hij naar de ULO, maar na het overlijden van zijn vader moest Norel op veertienjarige leeftijd de school verlaten. Hij ging op een kantoor werken en werkte op die manier mee aan het opvijzelen van het gezinsbudget. Toch was het kantoorwerk niet wat de jonge Norel ambieerde. Na het vervullen van zijn militaire dienstplicht ging hij de journalistiek in. Hij werd hoofdredacteur bij onder andere de Vrije Westfries en redacteur van het weekblad De Spiegel.
Norel bleek over een vlotte pen te beschikken en op aanraden van een kennis schreef hij zijn eerste boek: Land in zicht over de drooglegging van de Zuiderzee. Het boek verscheen in 1935 en was meteen een succes. Norels eersteling bevatte al de elementen die zijn latere oeuvre zouden kenmerken: avontuur, spanning en water. Hij was een geboren verteller, die zich daarnaast goed documenteerde en wist waarover hij schreef. Er verschenen meer boeken, terwijl Norel daarnaast werkzaam bleef als journalist.

## Tijdens de oorlog
In mei 1940 werd Nederland bezet door nazi-Duitsland. Norel was een van de eersten die zich verzetten, en een van de eerste journalisten die door de bezetter werden gearresteerd. In juni 1940 kwam hij voor drie weken in het Huis van Bewaring in Amsterdam terecht. Na zijn vrijlating bleef Norel zich verzetten en weigerde lid te worden van de Kultuurkamer en ging in het verzet. Al snel dook hij onder en werd redacteur van de verzetskrant Trouw.
Tijdens zijn onderduiktijd schreef hij ook een boek dat zou uitgroeien tot een van zijn beroemdste werken: Engelandvaarders.
Norel was rechtlijnig in zijn afkeer van de Duitsers. Toen eind 1942 werd bekendgemaakt, dat alle mannen van 16 tot 40 jaar zich moesten melden voor dwangarbeid (Arbeitseinsatz), wees Norel in zijn illegale krant categorisch elke vorm van medewerking aan die maatregel af, waaronder ook het aanvragen van ausweisen, uitzonderingsvergunningen.  Hij schreef:
Wie een Ausweis aanvraagt, jaagt een ander naar Duitsland.
Wie een Ausweis aanvraagt, schrijft zijn naam in het Duitse verbanningsboekje.
Wie een Ausweis aanvraagt, helpt mee nieuwe Duitse drijfjachten organiseren.
Wie een Ausweis aanvraagt, hangt zichzelf bij wijze van spreken, boven de afgrond aan een vodje Duits papier.
Tegenover deze nieuwe Duitse aanslag past maar één houding:
Eensgezind, krachtig en solidair verzet van het gehele Nederlandse volk en daarom een voor allen en allen voor één.

## Na de oorlog
Na de oorlog werd hij chef binnenland bij het inmiddels legaal uitkomende Trouw. Daarnaast bleef Norel boeken schrijven. De combinatie van zijn veeleisende baan met het schrijverschap veroorzaakte gezondheidsklachten in de vorm van een maagzweer. Norel besefte dat hij een keuze moest maken en in 1946 besloot hij zich geheel aan het schrijven te wijden. In een gestaag tempo leverde hij jaarlijks meerdere manuscripten in bij zijn uitgever. In totaal verschenen er honderddertig titels. Norels boeken waren populair. De hoofdpersonen uit zijn boeken, vrijwel zonder uitzondering mannen en jongens, zijn stoer, avontuurlijk en vooral van protestant-christelijke afkomst. In Engelandvaarders bijvoorbeeld "bekeert" hoofdpersoon Evert Gnodde, een visserszoon uit Urk, zijn sociaaldemocratische kameraad Jan tot het christelijk geloof. Overigens wordt wel impliciet kritiek op de verzuiling geuit, de boeken over de Tweede Wereldoorlog spreken nou juist de wens tot eensgezinsheid uit, vooral tussen protestanten en katholieken enerzijds en christenen en socialisten anderzijds. Daarnaast zijn de boeken nogal zwart-wit. De helden zijn zonder blaam, de schurken zonder uitzondering lafhartig. Ondanks dit gebrek aan nuance lezen de boeken vlot weg.

## Oorlog als onderwerp
Vele van zijn boeken hadden de Tweede Wereldoorlog als onderwerp. Het succesvolste daarvan is Engelandvaarders, een boek over Nederlanders die tijdens de oorlog naar Engeland ontvluchtten, een reis die enkele dagen tot een jaar kon duren. Dit boek bereikte de 42e druk, wat Norel tot een van de meest gedrukte Nederlandse auteurs maakt.
Ook besteedde hij aandacht aan aspecten van de oorlog die hij onderbelicht vond, zoals de nog steeds vrij onbekende grote successen van de Nederlandse luchtverdediging in Met de rug tegen de muur, onderdeel van de trilogie  Vliegers in het vuur. Dit boek behandelt o.m. de Slag om Den Haag. Ook voor dit boek verrichtte hij degelijk en doelgericht onderzoek, onder meer naar de aantallen nieuwe luchtafweerkanonnen (Oerlikon, Bofors en Vickers). Het boek bereikte 10 drukken. Zijn kennis van de luchtvloot bleek accuraat, evenals van het vliegen. Hij beschreef in het tweede deel van de trilogie de luchtstrijd in Nederlands-Indië, en in het laatste deel vooral de wederwaardigheden van het Nederlandse 320 Dutch Squadron RAF. Verder wordt in het tweede deel van de Vliegers in het vuur trilogie een groep militaire en joodse vluchtelingen in Vichy-Frankrijk bijna door de regering uitgewezen naar bezet gebied; iets wat destijds daadwerkelijk beleid was en in de decennia daarna een groot taboe in Frankrijk zou blijven.

### Rechtszaak
Norel was zeer rechtlijnig in zijn opvattingen over goed en kwaad tijdens de oorlog. Die houding leverde hem na de oorlog een proces op wegens antisemitisme. In zijn oorlogsboek De tyrannie verdrijven, dat Norel in 1947 samen met L.D. Terlaak Poot publiceerde, hekelde hij de volgens hem meegaande houding van de Nederlandse Joden. Norel vond dat zij zich gedwee lieten registreren en de Jodenster aanvaardden. ‘Pas toen de nazi’s hun grijpvingers uitstrekten naar hun vermogen en hun huisraad, werden zij wakker.’ Norel werd vrijgesproken. De schrijver had zich volgens de rechter ontactisch en generaliserend uitgedrukt, maar van een bewuste belediging van de Joodse bevolkingsgroep was geen sprake.

## Kerk
Norel was ook actief in de gereformeerde kerk, hij werd meerdere malen tot ouderling gekozen en redigeerde een kerkblad. Meer en meer neigde hij tot oecumene, zo was hij actief betrokken bij het samensmelten van de katholieke en protestante politieke partijen tot het CDA.

## Dood
Norel leefde de laatste jaren van zijn leven in Amstelveen. In 1971 kwam Norel om bij een auto-ongeluk. Hij ligt begraven op de Amstelveense begraafplaats Zorgvlied. Zijn werk raakt wat in de vergetelheid. Er is over hem een biografische schets verschenen van Marius Bloemzaad, in de Nog niet-reeks nr.13, een uitgave van de Vereniging Herman de Man, Oudewater 2006.
Voor zover bekend, draagt één basisschool zijn naam, de Christelijke basisschool K. Norel te Epe (Gld).

## Boeken (selectie)
- Land in zicht, 1935
- Hobbema-state, 1936
- Het getij verloopt, 1937
- Aan dood water, 1938
- Drie op een schots, 1939
- De Carrière van Nanne Vijn, 1939
- Dispereert niet, 1941
- Doctor Frans, 1942
- Hoeve de Eenhoorn, 1942
- Engelandvaarders, 1945 (trilogie: Vogelvrij, Vuur en Vlam en Verzet en Victorie)
- Strijders, 1946
- De tyrannie verdrijven, 1947
- Pieter onder de piraten, 1947
- Scheepsmaat Woeltje, 1948 (trilogie met Stuurman Aart en Schipper Wessels)
- Stuurman Aart, 1949
- Mannen van Sliedrecht, 1949
- Schipper Wessels, 1950
- Ik worstel en kom boven, 1953
- Loods aan boord, 1957
- De Grote Skitocht, 1958
- Jan Haring op de Geuzenvloot, 1959
- S.O.S. "Wij komen!", 1959
- Varen en Vechten, 1961 (trilogie: Eerste wacht, Hondenwacht en Dagwacht)
- Blauwe boten in de branding, 1962
- Vliegers in het vuur, 1963 (trilogie: Met de rug tegen de muur, Trillende Evenaar en Voorwaarts!)
- Mannen en dijken, 1965
- De monnik van Wittenberg - Maarten Luther
- Coasters varen uit ?
- Van Doggersbank tot Barentszee, trilogie over de Scheepvaart deel 1
- Op de grote vaart, trilogie over de Scheepvaart deel 2
- Bij de marine, trilogie over de Scheepvaart deel 3
- Anthony van Diemen - van bankroetier tot landvoogd
- Michiel Adriaanszoon de Ruyter
- Janmaats en Sinjeuren, 1949